# Myiophobus phoenicomitra
Caça-moscas-de-crista-laranja ou filipe-de-coroa-ruiva (Myiophobus phoenicomitra) é uma espécie de ave da família Tyrannidae.
Pode ser encontrada nos seguintes países: Colômbia, Equador e Peru.
Os seus habitats naturais são: regiões subtropicais ou tropicais húmidas de alta altitude.